# جوستاف فخنر
جوستاف فخنر (بالألمانية: Gustav Fechner) من مواليد 19 أبريل 1801 ووفيات 28 نوفمبر 1887 هو فيلسوف وعالم ألماني، درس الفيزيولوجيا على يد فيبر ثم درس الفيزياء والكيمياء والرياضيات.
كان جوستاف من رواد علم النفس التجريبي ومؤسس السيكوفيزيقا وصاحب قانون (فيبر - فخنر للأحساس). ويربط هذا القانون بين المثير والأحساس بمعادلة رياضية تقول ان شدة الأحساس يتناسب تناسباً طردياً مع لوغاريتم شدة المثير، أي إن الزيادة في شدة المثير تؤدى إلى الزيادة في شدة الإحساس.
الأحساسات قبل فخنر كانت اشياء في نهر الشعور مفتاحها الاستبطان وبتوصفها عبارات من حياتنا اليومية، اما بعد فخنر فالأحساسات أصبحت ردود افعال من الممكن فحصها بطريقة موضوعية وقياسها مباشرة ومعالجتها احصائياً باستخدام القانون العام الذي يطبق على كل أنواع الاحساسات.

## إسهاماته
نشر فخنر أوراقًا علمية في الكيمياء والفيزياء، وترجم أعمالًا في الكيمياء كتبها جان بابتيست بيو ولوي جاك تينار من الفرنسية. يظهر جانب مختلف ومهم في شخصيته في قصائده وأعماله الفكاهية، مثل كتابه التشريح المقارن للملائكة (1825)، الذي كتبه تحت الاسم المستعار «دكتور ميز».

### عناصر الفيزياء النفسية
كان كتاب عناصر الفيزياء النفسية (1860) عمل فخنر الأهم. انطلق من فكرة الفلسفة الأحادية التي تقول إن حقائق الجسد وحقائق الوعي، وإن لم يكن ممكنًا اختزال إحداها في الأخرى، هما جانبان مختلفان لواقع واحد. تتجلى أصالته في أنه حاول اكتشاف علاقة رياضية دقيقة بينهما. نتيجته الأشهر هي القانون المعروف باسم قانون فيبر–فخنر الذي يمكن أن يُعبر عنه على النحو التالي:
«كي تزداد شدة الإحساس وفق متتالية حسابية، يجب أن يزداد الحافز وفق متتالية هندسية».
وُجد بالفعل أن القانون مفيد جدًا، إلا أنه فشل عند تطبيقه على الأحاسيس الشديدة جدًا والخفيفة جدًا. ضمن النطاق المفيد، يقول قانون فخنر إن الإحساس هو دالة لوغاريتمية للكثافة الفيزيائية. أشار إس. إس. ستيفنز إلى أن قانونًا كهذا لا يفسر حقيقة أن العلاقات المُدركة بين المنبهات (مثلًا، أوراق ملونة باللون الأسود، والرمادي الداكن، والرمادي، والرمادي الفاتح، والأبيض) لا تتغير عند تغير الكثافة الإجمالية (تغير مستوى إضاءة الأوراق). اقترح في ورقته الشهيرة لعام 1961 تحت عنوان «تكريم فخنر وإلغاء قانونه» أن شدة الحافز مرتبطة بالإدراك عبر دالة أسية.
صيغة فخنر العامة لحساب عدد الوحدات في أي إحساس هي S = c log R، حيث يرمز S إلى الإحساس، ويرمز R إلى المنبه المقدر عدديًا، ويرمز c إلى الثابت الذي يجب تحديده بشكل مستقل عن طريق التجربة في كل تتالٍ محدد من الحساسية. انتُقد منطق فخنر بالنظر إلى أن الأحاسيس ليست مركبة كالمنبهات. يقول ويليام جيمس: «كل إحساس يقدم نفسه بكونه وحدة لا تقبل التجزئة، ومن المستحيل فهم أي معنى واضح لفكرة أن الأحاسيس كتل من الوحدات المجتمعة».

### تأثير لون فخنر
في عام 1838، درس فخنر أيضًا الإدراك الحسي الغامض آنذاك لما يسمى حتى اليوم تأثير لون فخنر، إذ تُرى ألوان عند النظر إلى نموذج متحرك ملون بالأبيض والأسود. تمكن الصحفي الإنجليزي وعالِم الهواة تشارلز بنهام، في عام 1894، من تعريف الناطقين باللغة الإنجليزية على هذا التأثير عبر اختراع القرص الدوار الذي يحمل اسمه. لا نعرف ما إذا كان فنخر وَبنهام قد التقيا بالفعل لأي سبب من الأسباب.

### الوسيط
في عام 1878، نشر فخنر ورقة طوّر فيها مفهوم الوسيط. تطرق لاحقًا إلى الجماليات التجريبية وفكر في تحديد أشكال الأجسام الممتعة جماليًا وأبعادها. استخدم بشكل رئيسي قياسات اللوحات لتكون قاعدة بياناته. في كتابه لعام 1876 روضة علوم الجماليات، استخدم طريقة التصنيفات القصوى لمعرفة الأحكام الذاتية.
يرجع الفضل إلى فخنر عمومًا في إدخال الوسيط إلى التحليل الرسمي للبيانات. 

### الحس المرافق
في عام 1871 أبلغ فخنر عن إجراء أول مسح تجريبي لصُوريّة الأحرف الملونة عند 73 ممن يختبرون الحس المرافق. تبعت ذلك أعمال فرانسيس غالتون في ثمانينيات القرن التاسع عشر. 

### فصل الجسم الثفني
تناولت إحدى تكهنات فنخر حول الوعي الدماغَ. في زمنه، كان من المعروف أن الدماغ متناظر بشكل ثنائي وأن هناك انقسامًا عميقًا بين نصفيه اللذين يرتبطان عبر مجموعة من الألياف الوصلية تُسمى الجسم الثفني. تكهن فخنر بأن قطع الجسم الثفني يؤدي إلى تشكل تيارَي وعي منفصلَين يجعلان العقل اثنين، لكنه اعتقد أن نظريته هذه لن تخضع للاختبار. خلال منتصف القرن العشرين، عمل روجر سبيري ومايكل غازانيغا على مرضى الصرع ذوي الجسم الثفني المفصول ولاحظا أن فكرة فخنر غير صحيحة.

## روابط خارجية
- جوستاف فخنر على موقع الموسوعة البريطانية (الإنجليزية)